# Unruly Heroes
Unruly Heroes est un jeu vidéo d'action et de plates-formes développé et édité par Magic Design Studios. Il est sorti le 23 janvier 2019 sur PC, Xbox One et Nintendo Switch et le 27 mai 2019 sur PlayStation 4. C'est un jeu inspiré de La Pérégrination vers l'Ouest dans lequel les joueurs peuvent incarner les quatre héros Wukong, Sanzang, Kihong et Sandmonk.

## Synopsis
Le parchemin sacré qui maintient l'harmonie dans notre monde a été détruit et les morceaux éparpillés. Depuis, des créatures étranges et terrifiantes sèment la discorde et le chaos à travers le territoire.